# Brigg, England
Brigg är en ort och civil parish i grevskapet Lincolnshire i England. Orten ligger i distriktet North Lincolnshire vid floden Ancholme, cirka 36 kilometer norr om Lincoln. Tätorten (built-up area) hade 6 787 invånare vid folkräkningen år 2011.